# Stockholms stads uppfostringsanstalt för flickor

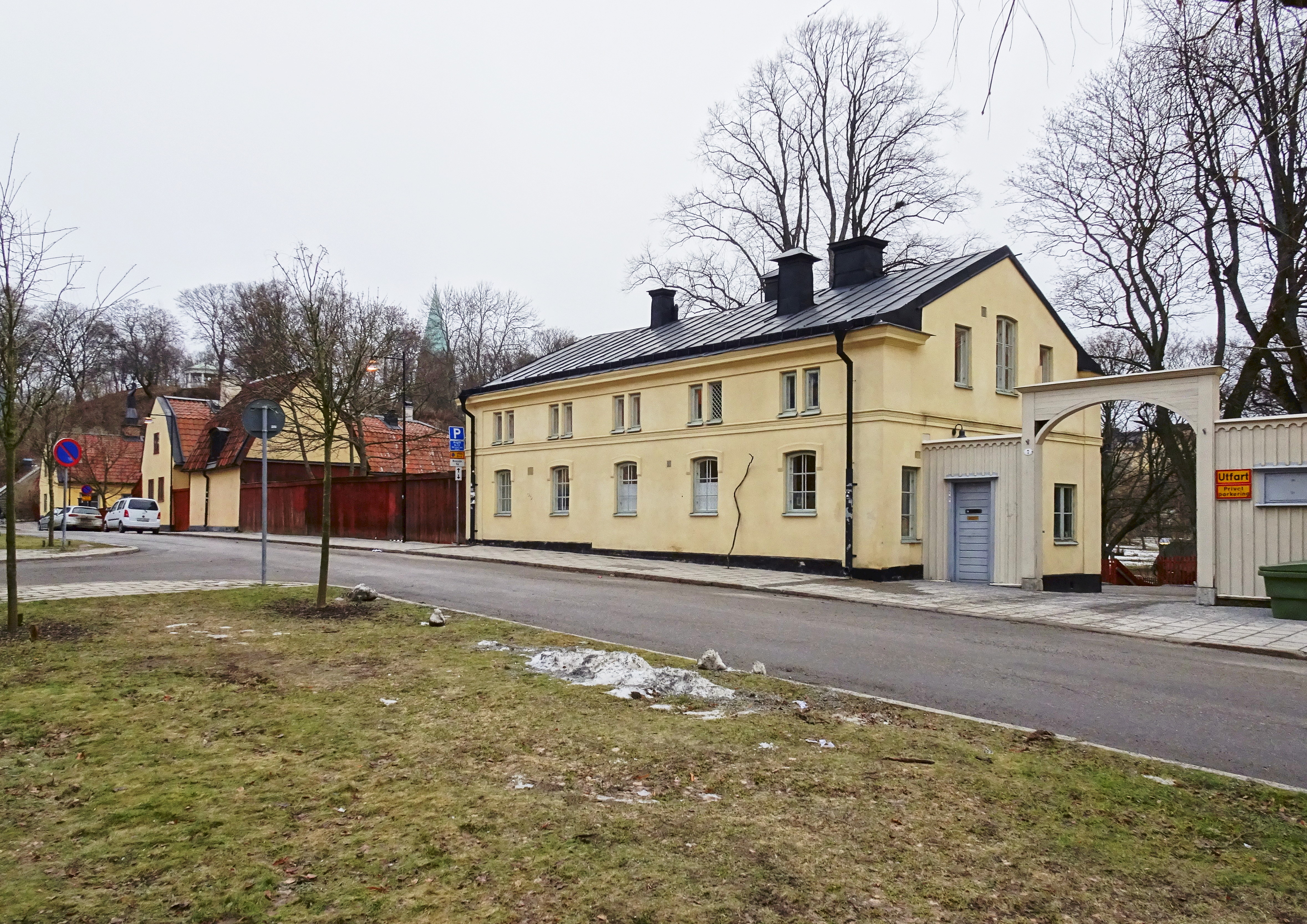
Gaveliusgatan 7 (västra huset), 2017.

Stockholms stads uppfostringsanstalt för flickor låg vid nuvarande Gaveliusgatan (dåvarande Barnängstvärgatan 7) på östra Södermalm i Stockholm. Anstalten hade till uppgift att ta emot och uppfostra fattiga flickor hemmahörande inom Stockholms kommun.

## Historik

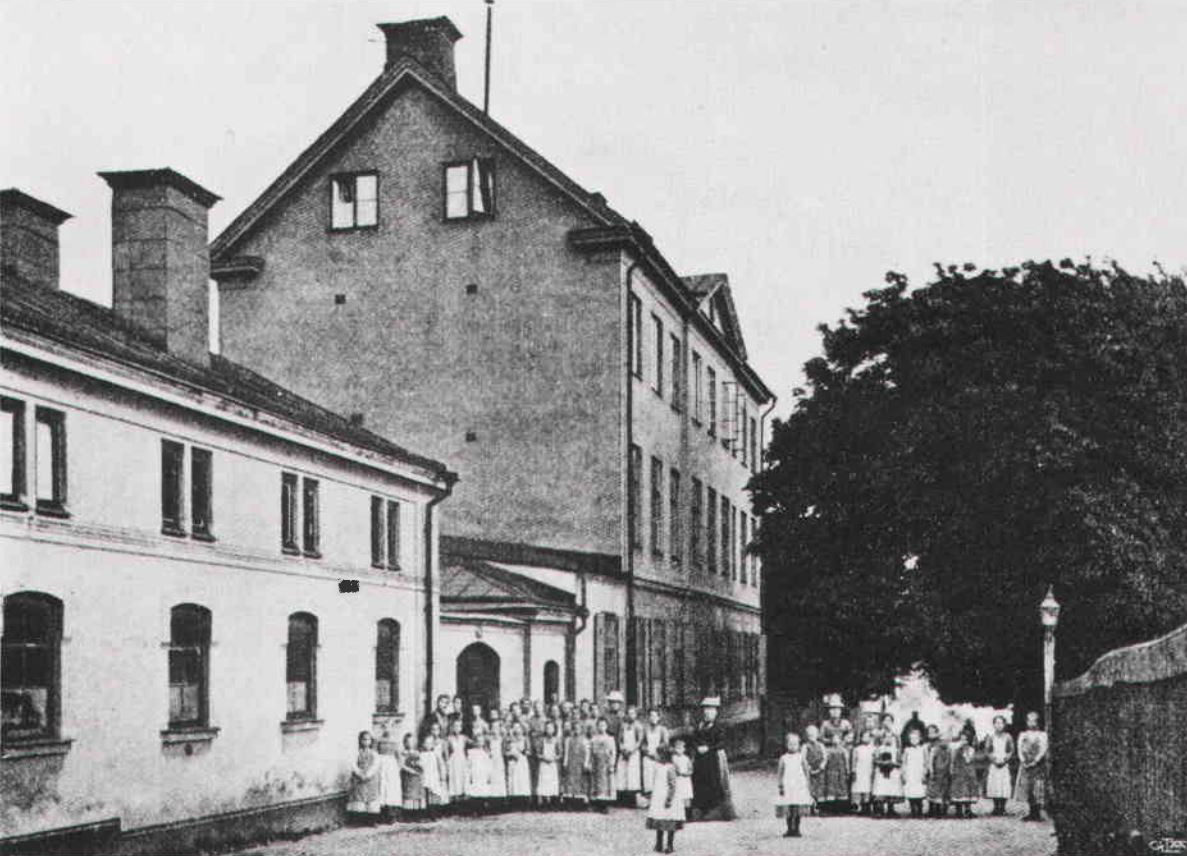
Barnängstvärgatan 1906.

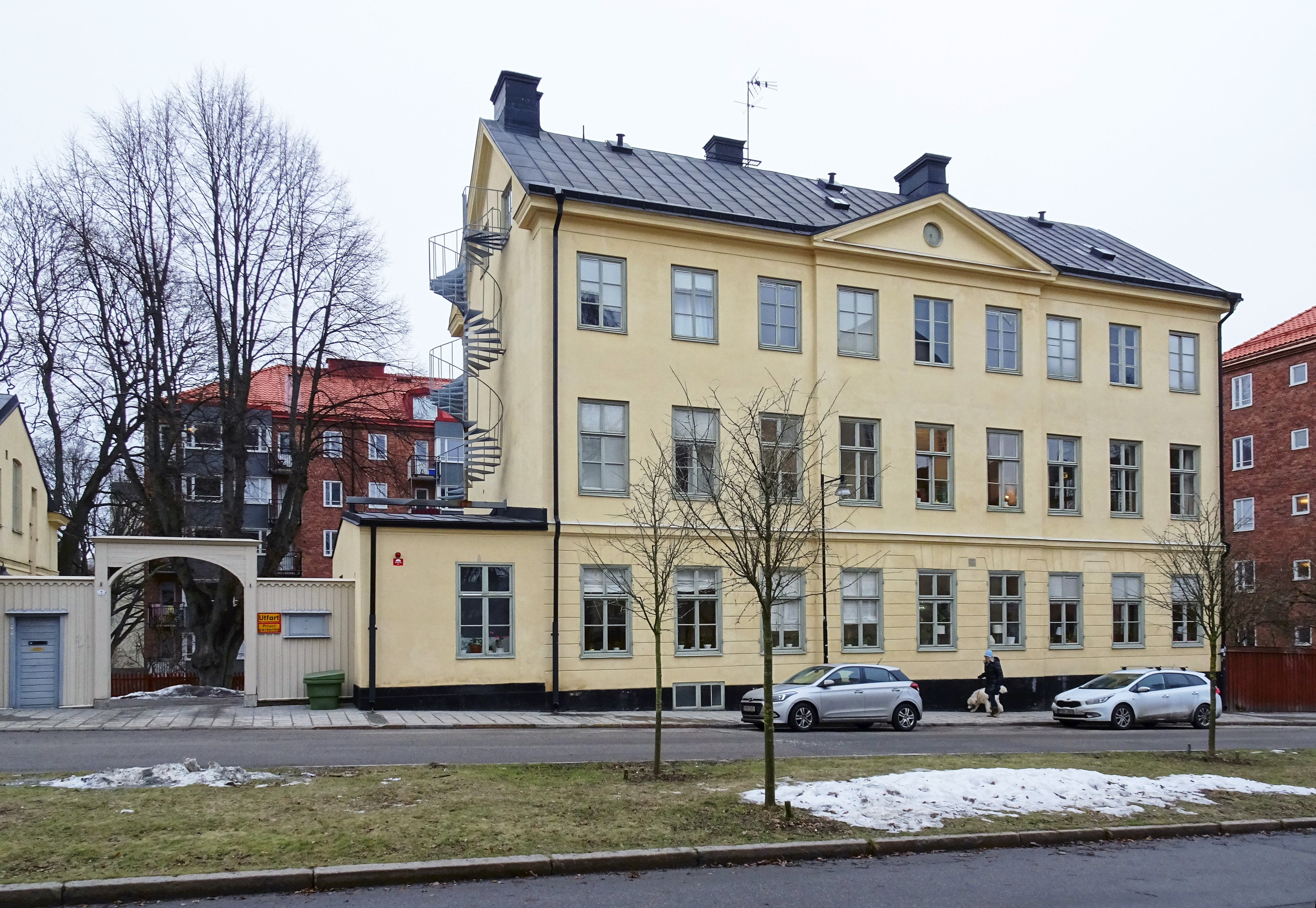
Gaveliusgatan 7 (östra huset), 2017.

Intill 1870 saknade fattigvården i Stockholm en sådan uppfostringsanstalt. Den tillkom genom en gåva från en privatperson, som 1869 skänkte en egendom inom Katarina församling till staden, där anstalten öppnades 1 april 1870. Bebyggelsen uppfördes 1779 efter ritningar av arkitekt Johan Wilhelm Elvies med Casper Rutenbeck som byggherre. Det östra huset blev om- och påbyggt 1886.
Under de första fem åren av anstaltens verksamhet benämndes den Stockholms stads vårdanstalt för fattiga, värnlösa flickor och stod under diakonissanstaltens ledning och ansvar. Anstalten hade då plats för 25 barn. Detta antal ökades efter tillbyggnad 1875 till 50, samtidigt som inrättningen fick sitt namnet Stockholms stads uppfostringsanstalt för flickor. Diakonissanstalten överlämnade också ledningen åt den styrelse, som redan hade under sin uppsikt uppfostringsanstalten för pojkar. Då denna 1896 flyttades till Skrubba erhöll emellertid flickanstalten en särskild styrelse och de båda verksamheterna blev därigenom åtskilda.
Anstalten tog emot flickor i åldern 6-17 år. De fick, förutom kläder och underhåll, undervisning i vanliga skolämnen och utbildning i alla inom ett hem förekommande husliga göromål, jämte sömnad, stickning och andra kvinnliga handarbeten. Vid utskrivning tilldelades de platser, i regel som tjänarinnor.
År 1926 ändrades namnet till Hemskolan för flickor och senare till Barnängens flickhem, innan anstalten stängdes 1954. Byggnaden står dock kvar än idag, nu med adress Gaveliusgatan 7. Idag (2017) har Behandlingshemmet Södermalm sin verksamhet i byggnaden.